# Uuesalu
Uuesalu (de naam betekent ‘Nieuw bos’) is een plaats in de Estlandse gemeente Rae, provincie Harjumaa. De plaats heeft de status van dorp (Estisch: küla) en telt 1001 inwoners (2021).

## Ligging
Het dorp ligt 2,5 km ten zuidwesten van het Ülemistemeer. De beek Kurna oja, die uitmondt in het meer, loopt door Uuesalu.

## Geschiedenis
In het gebied waar nu Uuesalu ligt, lag vroeger een boerderij die Katku heette. Ze behoorde tot het landgoed van Kurna. Het dorp Uuesalu werd pas in 2013 gesticht. Een klein deel van het dorp, de vroegere boerderij Katku, kwam van Kurna, het grootste deel kwam van Järveküla.